# Kemirian
Kemirian is een bestuurslaag in het regentschap Bondowoso van de provincie Oost-Java, Indonesië. Kemirian telt 3397 inwoners (volkstelling 2010).